# Stenoma aphrophanes
Stenoma aphrophanes es una especie de polilla del género Stenoma, orden Lepidoptera.
Fue descrita científicamente por Meyrick en 1929.

## Distribución
Se distribuye por Brasil.